# Cmentarz wojenny w Macharcach
Cmentarz wojenny w Macharcach – zabytkowy cmentarz z I wojny światowej znajdujący się opodal wsi Macharce w województwie podlaskim, w powiecie augustowskim, w gminie Płaska.
Cmentarz ma kształt prostokąta. Otoczony jest z 4 stron ogrodzeniem ze sztachet drewnianych.
Zbiorowe groby są obrysowane brukiem kamiennym.
Na cmentarzu jest pochowanych 627 żołnierzy w grobach zbiorowych, poległych w lutym 1915 roku:
- 286 żołnierzy niemieckich z 97 i 138 pułku piechoty,
- 341 rosyjskich ze 108 Saratowskiego pułku piechoty.

Obiekt wpisany jest do rejestru zabytków pod numerem A-995 z 17.05.1994.